# Charles Arling
Charles Arling (Toronto, 22 de agosto de 1880 – Los Angeles, 21 de abril de 1922 (41 anos)) foi um ator canadense da era do cinema mudo. Ele atuou em 111 filmes entre 1909 e 1922.

## Filmografia selecionada
- In Little Italy (1909)
- In the Border States (1910)
- Sweet Memories (1911)
- That Little Band of Gold (1915)
- Court House Crooks (1915)
- Nuts in May (1917)
- Mile-a-Minute Kendall (1918)
- The Border Wireless (1918)
- The Turn in the Road (1919)
- Back to God's Country (1919)
- In Old Kentucky (1919)
- The Woman in Room 13 (1920)
- The Jack-Knife Man (1920)
- Blue Streak McCoy (1920)